# Carapebus
Carapebus is een gemeente in de Braziliaanse deelstaat Rio de Janeiro. De gemeente telt 11.939 inwoners (schatting 2009).
De gemeente grenst aan Conceição de Macabu, Macaé en Quissamã.